# ゴジラ ザ・シリーズ
『ゴジラ ザ・シリーズ』（英語: Godzilla: The Series）は、1999年9月12日から2000年4月22日まで放送された、アメリカ合衆国のテレビアニメ。全40話。日本ではディレクTVムービーチャンネルやWOWOW、日本映画専門チャンネルなどで放送。映画『GODZILLA』の続編で、ゴジラシリーズのアニメ作品としては1978年の『Godzilla』に続き2作目。

## 概要
物語は、映画版のラストでニューヨークに現れたゴジラが人間たちによって倒された直後から始まる。全壊させられたマディソン・スクエア・ガーデンのゴジラの巣で、破壊をまぬがれていた卵から幼体が孵化する。その幼体は居合わせたニック・タトプロスを親だと刷り込みしてしまい、彼が率いるチームと共に様々なモンスターや悪人たちと戦っていく。
映画版ゴジラは日本版ゴジラとあまりにかけ離れたキャラクター性から批判を浴びたが、アニメ版では形こそそのままであるものの熱線を吐いたり体が頑丈だったりと、日本版ゴジラに近いものとなっている。なお、アニメ版の製作と物語やキャラクターの設定や背景は、未製作に終わった映画版の続編のそれを大きく引き継ぎ利用したものである（GODZILLA#続編の企画を参照）。
物語が進むと、死んだ親ゴジラの死骸を宇宙人がサイボーグとして改造した“サイバー・ゴジラ”が登場する。アニメ版のタトプロスは頼り甲斐のある性格になっており、映画版と同一人物とは思えない活躍ぶりを見せている。日本版以上にゴジラをヒーローとして描いており、ゴジラと人間が協力して怪獣を倒し、人間たちがピンチになると現れるゴジラという設定から、巨大ヒーローものの趣もある。
登場するミュータント怪獣も日本版の東宝怪獣にアレンジを加えたものが多く、メカニコングやキングシーサー、モスラやマンダによく似た怪獣も登場する。アメリカのアニメであるため、死傷者はほとんど出ない。
日本ではディレクTVムービーチャンネルでPPVとPPS形式を採用して1999年12月1日から2000年2月29日の期間に全40話を初放送。後にWOWOW、本来は邦画のみを放送する日本映画専門チャンネルでも放送されたこともある。
セルビアでも数少ないアメリカアニメとして吹き替え版が放映され、日本の本家ゴジラシリーズ以上の人気を博した。

## あらすじ
ニューヨークのマンハッタンを破壊し尽くしたゴジラがF18のミサイルで倒され、ニックは生き残った卵がないかマディソン・スクエア・ガーデンへ調査に行き、地下で映画のラストで最後に残った卵から孵化したベビーゴジラと遭遇する。親ゴジラの体液を浴びていたニックはベビーゴジラに刷り込みで親と誤解されてしまう。貴重な研究資料として生かしておきたいニックは軍には繁殖の危険が残るものの生き残りの存在を秘密にし、エルシーやクレイブン、そして新メンバーのランディにのみ話す。その後、海に逃げ込んだベビーゴジラは一晩で急成長し、クレイブンらの仕掛けた魚の罠に釣られて体高10メートル程度の亜成体となってニックらのいる工場に上陸する。ニックを捕食しようとするゴジラであったが、匂いでニックだとわかり懐く。しかし、工場近くの海に潜んでいたためオードリーやアニマル、さらには警戒していた軍にまで存在が知られてしまいヒックスの命令によりゴジラは集中爆撃を受け、さらにはF18の新型ミサイルを受けて海中へと沈む。
一方そのころ、親ゴジラ襲撃の爪痕が残るジャマイカ沖では人間が墨に飲まれて消える人間消失事件が相次いでいた。ゴジラとの関連が囁かれる中、フランス諜報部のスパイであるモニクも加えてヒートチームを結成したニックはヒートシーカーでジャマイカに調査に向かうが、そこで巨大イカの襲撃を受ける。その時、巨大な影がヒートシーカーから巨大イカを撃退した。その影こそが磁性体を頼りにニックを助けるために現れた身長55メートル・体重6万トンにまで成長した「ゴジラ二世」だったのである。しかし、パワーブレスで倒され海岸に漂着したまさしく焼きイカとなった巨大イカの死体を求めて新たなる敵、シー・レックスが出現してしまう。モニクの機転による照明弾で市街地への侵攻は阻止されたものの、シー・レックスは暴れまわる。その時、ゴジラが再上陸しシーレックスと海岸地帯で対決する。激闘の末に、ゴジラは伝家の宝刀パワーブレスでシー・レックスの触手を切断し、崖崩れに巻き込んで倒すことに成功。さらに、ゴジラは母性本能から深海に船ごと墨で保存されていた人々をも頭突きで船ごと押し上げて助け出す。軍と人々を救出したゴジラは睨み合い臨戦態勢となるが、ニックは「ゴジラはこれからも怪獣と戦ってくれるはずだ」とその場凌ぎの説得を受けゴジラが人間を助けたところも見ていたヒックスは「ゴジラは死んだ」と部下に伝えてゴジラを見逃す。その隙に海中へと撤退するゴジラ。こうしてゴジラ二世による新たなる戦いが始まることとなったが、それはゴジラにとっての過酷な運命の始まりだった。

## 登場人物
クレイブン博士、ヒックス大佐、エバート市長は映画と同じオリジナルキャストである。
ニック・タトプロス：堀内賢雄 / 英 - イアン・ジーリング
本作品の主人公。生物学者で別名は『ミミズ男』。映画版と同じ人物として登場し、親ゴジラの体液を浴びていたため2代目ゴジラに親だと刷り込みされ、以後はゴジラとヒートチームを率いて共に世界各国に現れた怪生物たちと対決する。キャメロンとは元友人だった。映画版よりも頼りがいのある性格で怪生物の調査や研究の他、人命救助も担当しゴジラとミュータント怪獣との戦いではゴジラに的確な指示を与え、戦闘に慣れていなかったゴジラをサポートしている。ゴジラに対しては自分の息子のような愛情を傾けており、怪獣たちとの戦いを通して、互いにかけがえのない存在となっていく。また、邪悪な怪獣でも殺すことは反対としており保護や元の棲家に帰そうとする。本作品ではオードリーとの中は良好である。武器の使い方にも慣れておりレーザーガンや冷凍光線銃などのあらゆる銃器を使いこなせる。後半ではゴジラはもちろん、他の怪獣島に収容されている怪獣たちのために人工飼料の研究をしている。

モニク・デュプレ：山田美穂 / 英 - ブリジット・バーコ
フィリップの部下である軍人の女性で、フランス諜報部のスパイ。チームのサブリーダーであるが実質的にはリーダーに近い。ニックの用心棒で軍人であるため戦闘能力は高く怪獣や巨大生物との戦いではゴジラをあらゆる武器を使ってサポートする。本来の目的はゴジラの抹殺であったが次第にゴジラが人類の敵ではないと信じるようになり独断でゴジラを守ることを決めた。以後はニックと共にゴジラを何度も救っている。少々粗暴な性格であるが子供には優しく、射撃が得意であるため小型の怪獣ならば銃器で簡単に倒してしまうことも多く危険な生物でも素手で掴むなどすさまじい勇気と度胸を持ち運動能力なども抜群。あらゆる機械の免許を持っておりコンピューターの操作の他、車や飛行機やヘリや船舶の操縦を担当している。ここぞというチームの危機に力を発揮しまさにチームの切り札的な存在である。ヒートチームの中では一番小柄であるがヒートチーム最強で空手を得意としている。第2話で侵入者と誤解して対決したニックとランディの二人掛かりを同時に圧倒している。子供嫌いらしく、メグとは仲良くなったもののランディに「子供は好きになったか？」問われた際には「いいえ」と答えている。マンションに一人暮らしで一度だけランディがディナーに行ったことがある。料理はランディが作らされたが。

エルシー・チャップマン - 小林優子 / 英 - チャリティ・ジェームズ
映画にも登場した30代半ばの女性科学者。本作品では映画と違い眼鏡は着用しない。映画同様の皮肉屋で前作で部下だったニックと立場が変わったことをよく思っていない。ゴジラに助けられるようになってからゴジラを信用するようになる。妹がおり、妹の結婚式にバード・オブ・プレイが現れ騒動になったことがある。

メンデル・クレイブン - 福田信昭 / 英：マルコム・ダネア
電子機器の天才で博士。チームの頭脳としてサポートする。調査ロボット・ナイジェルを開発した。エルシーとの仲は映画よりも良好となっている。

ランディ・ヘルナンデス - 伊藤栄次 / 英 - リノ・ロマノ
ポルトガル生まれの黒人。ティーンエイジャーのハッカーでコンピューターの天才。危険な状態でもジョークでチームを盛り上げる。モニクに好意を持っており、モニクのためにも強くなろうとするが空回りするばかりで、毎回モニクに助けられている。

ナイジェル - 高瀬右光 / 英：トム・ケニー
クレイブンの制作したロボットでゴジラに信号を出してヒートチームの危機には呼び出すことがある。人工知能を持っており自我で行動することができる。その他、ニックたちが行けない危険な場所への調査などを行う探査ロボットでもある。ゴジラと接触できる唯一の機械。毎回、なんらかの理由で破壊される。

トニー・ヒックス - 西村知道 / 英 - ケヴィン・ダン
40代後半の軍事司令官。ゴジラのことを次第に信用するようになり、ヒートチームの危機にはヘリで援護に向かう。

オードリー・ティモンズ - 田中敦子 / 英 - パジェット・ブリュースター
ニックの元恋人で前作の活躍により正式にリポーターに昇格した。たまにニックにインタビューするためにニックの元を訪れる。今作ではニックとの仲も良好になっており、ヒートチームの怪獣との作戦にも加わる他、映画版よりも優しき性格でゴジラとの関係に悩むニックを励ますこともある。活躍も多く、自分を人質にしたアレキサンダーがスキートラと衝突するのを助けたり、ウォータービートルに苦しめられるヒートチームをヘリコプターの風を利用して救ったり、スワンプビーストとの戦いではディモンに狙われたゴジラを助ける活躍を見せた。利き腕は左利きである。

ビクター・パロッティ（通称：アニマル） - 高瀬右光 / 英 - ジョー・パントリアーノ
オードリーの同僚のカメラマン。映画に登場したのと同一人物でゴジラやベビーゴジラの大群をも恐れないが唯一妻ルーシーのみに恐怖を抱いている。

エバート市長 - 小島敏彦 / 英 - マイケル・ラーナー
映画に登場した市長で今作でも甘い物好きである。

フィリップ・ローシェ / 英 - キース・ザラバッカ
映画でも活躍したフランスのエージェントでモニクの上司。フランス政府を通じてヒートチームの武装や装備の提供を行っている。ベビーゴジラに仲間を食い殺されたためゴジラ二世も憎んでいる。しかし、モニクの説得によりゴジラを信じ、新型の毒物ミサイルのバズーカでカメレオンを倒した。姿は映画でフィリップを演じたジャン・レノに似ている。

イフクベ・ユキコ博士
日本の科学者。日本で起きた巨大キングコブラによる人間消失事件をゴジラの仕業と誤解し、ロボイエティを制作しゴジラを倒そうとした。しかし、誤解が解けた後はゴジラに協力した。後に再登場しヒートチームに協力している。

キャメロン・ウィンター
ニックの元友人の大富豪で生物学者。ゴジラを操って町を破壊しようとしたが失敗し投獄されるが脱走し、以後はリザードスレイヤーズやカメレオンを用いてゴジラ打倒のみを目的としている。しかし、最終的な決着は描かれることはなかった。後に、ウォーター・ビートル、ライノセラスもキャメロンの製作したモンスターであったことが判明する。

メグ：かないみか / 英 - メイ・ホイットマン
森と自然が好きな少女。シルバー・ハイドラにより鉱山内に捕獲された兄2人を助けに来ていた。クレイブンを怖がりモニクに懐く。森でハイイログマと遭遇しても餌を与えて追い払うなど動物の扱いにも慣れている模様。鉱山にモニクと共に潜入するが、シルバー・ハイドラに襲われてピンチに陥るが、モニクに助けられるが再び危機に陥る。しかし、ゴジラにより助けられて危機を脱し、クレイブンらに助けられた兄たちと共に帰って行くゴジラに手を振った後、モニクに礼を言い兄たちと共にジープで帰って行った。本作品で唯一、ゴジラに感謝した子供であり、ゴジラが唯一助けた子供でもある。

アレキサンダー：松本梨香 / 英 - リンダ・ブレア
ミュータント怪獣を崇拝するテロリストであり、怪獣島の怪獣たちを仲間と共に解放しようと怪獣島を占拠する。怪獣に殺されることすら本望と考え、突っ込んできたスキートラに自ら潰されようとするがオードリーに助けられる。解放されたキングコブラとシー・レックスは争いだし、スキートラと巨大コウモリはゴジラに敗北し、オードリーを人質にして抵抗を続けるが、ヒートチームに敗北し投獄された。言語版の声優リンダ・ブレアが所属するシーシェパードをモチーフにしたキャラクター。

## ゴジラ
映画のラストで最後の卵から孵化した2代目ゴジラ。別名は「ゴジラ二世」、作中では本家ゴジラと同じでは失礼という配慮から蔑称として「リザード」と呼ばれている。身長は親ゴジラより小さく55メートル。
卵の生き残りを調べるために地下を訪れた親ゴジラの体液を浴びていたニックを刷り込みにより親と認識し、海に逃げ込んで急成長し、以後はニックを守るためにニックの危機に駆けつけるようになる。その後はニックが実親ではないことに気づきながらも彼を守ることを決意し、同時に自身の闘争本能を満たすためにナイジェルの特殊電波で呼び出され世界各国に現れるミュータント怪獣と対決する。
このゴジラ自体も突然変異で、親と違い単体での生殖能力はなく両目と背鰭を発光させて緑色の放射熱線を放つ。体も頑丈で、ミサイルやレーザーなどの近代兵器ですら大きなダメージを与えるには至らない。ミサイルなどは耐えられるため避けない場合もあるが、走行速度を生かしての回避も可能である。さらに、体重も親ゴジラよりもはるかに倍増しており、巨大キングコブラを咥えて投げ飛ばし、暴走する電車を素手で止めるなど十分なパワーを備える。また、6万トンという体重にもかかわらず高層ビルにも楽々と登り、高層ビル街ではビルからビルにジャンプで移動する驚異的な身軽さを持ち、それを生かし飛行怪獣とも互角に戦える。砂漠などの灼熱の地や南極などでも常時と変わらず活動が可能で、オリジナルの昭和ゴジラ以上の適応力を持つ。泥風呂に浸かるなど人間の治療方法で体調の回復も可能。
中盤で、島で遭遇した近い種である雌の巨大コモドドラゴンのコモディスラックスの卵の義父となるが、ジャイアントタートルの襲撃によりコモディスラックスも卵も崖下に転落し、喪ってしまった。
突然変異の原因としては、孵化してすぐに遭遇し驚いたニックに電気ショックを浴びせられたことや、親ゴジラが放射能を浴びていた影響が遺伝として突然変異を誘発したともされている。また、親ゴジラと同じく魚を主食としている。突然変異体であるため親ゴジラと体質が異なり、体は「G細胞」で構成されており、親ゴジラにはなかった再生・進化能力も追加されている。また、細胞は培養作用も持っているため、別種の生物の細胞と掛け合わせることでゴジラ以上に強力なバイオモンスターを作り出すことが可能で、キャメロンは採取したゴジラ細胞によりカメレオンを作り出している。未登場怪獣のビオランテも、設定上はゴジラ細胞により製造された設定である。
怪獣に苦戦する場合も多く、倒せない場合もあった。戦い方はジャンプして敵に突撃したり、地中に潜ってから敵の背後に現れて攻撃するという戦い方をする他、蹴り技も多用する。また、嗅覚が優れているため視界が塞がれても匂いで敵を察知することも可能である。ネッシー戦のように怪獣を守るために別の敵と戦うこともある。立場の弱い怪物や怪獣に対しては優しさを見せ、怪獣が相手でも殺さないように手加減して戦うなど、親ゴジラよりも温厚な性格である。
第36話でニックらが未来に飛ばされた後、ある科学者が開発した遺伝子操作怪獣ドラグマと戦うが、無限に増大するドラグマに対処しきれずに殺されてしまう。その後、廃墟と化したヒートチームの基地内に英雄として小型の石像が安置されていた。そのため一度は未来で存在が消滅したが、未来から戻ったニックらと過去のゴジラによりドラグマが倒されたことにより復活を遂げている。誕生前に兄弟と親を全て失い、サイボーグとなった親ゴジラも自らの牙で葬ったうえに最後に残った近い種族であるコモディスラックスも失い、原語版の最終回でディープ・ドウェラーを深海に追い返し、あらゆる人間から敵視され、自らの居場所を見出せないままヒートチームと共に戦い続けることとなった。

### 必殺技
ハンドアタック
素手でのパンチや張り手。脚力に比べ腕力が本家ゴジラに比べると低いため使用頻度は少ないが、作中では巨大ハミングバードなどを倒した。

クロースラッシャー
鋭い爪で敵を切り裂く他、作中ではどんな合金も切り裂いている。高層ビルすらも削って倒壊させられる他、削岩機の役割も果たし地中を1秒間ほどで2〜3キロメートルも移動する。

スパイクジョー
鋭い牙による噛み付きで敵を噛み砕く。巨大イカを撃退した他、ミュータント・クラゲを噛み殺した。

パワーブレス
口から放つ緑色の放射熱線。オリジナルの放射熱線に当たるゴジラの必殺技。発射の際には両目と背鰭を緑色に発光させて放ち、両目の発光が緑、黄、赤で破壊力が変わる。首元の筋も発光する場合もある。熱線には、周囲の人間が被爆しない程度の放射能が含まれている。戦闘機や戦闘ヘリを一撃で爆破し、また、連射や光弾状に発射したり寸止めや破壊力の調整も可能である。ミュータント・キノコを蒸発させ、ニックの発射したウイルスにより弱体化したDNAミミックを消滅させ、エル・グサノの水分を蒸発させて小型の本来の姿に戻しサイバーゴジラに零距離発射で致命傷を負わせるなどかなりの威力を見せ決め技として多くの敵を葬ったが、熱や火炎に耐性のある怪獣など、零距離発射や至近距離発射で直撃しても通用しないことが多い。

ハイパワーブレス
両目が赤く発光した状態で放つ緑色の通常よりも強力なパワーブレスでソーニイ・デビル戦と棲家の海底洞窟でクレイブンのナイジェルの異常電波を受けた際にも苦しまぎれに放射している。ソーニイ・デビルに使用し、ソーニイ・デビルを焼き尽くした。

テールハンマー
巨大な尻尾で敵を打ちのめしたり跳ね飛ばしたりする技。パワーブレスが通じない巨大ライノセラスやマイクローブなどを倒した。

ハンマーフット
足の爪で敵を切り裂いたり貫く技。

カンガルーキック
尻尾を軸にしての両足キックの他、片足のみで怪獣を跳ね飛ばす場合もある。

## HEAT（ヒート）チーム
ニックが組織した怪現象や世界中に出現するミュータント怪獣や巨大生物の調査および保護や研究を行うチームで、場合によってはミュータント怪獣の駆除や人命救助なども行う。たとえ、人間に危害を加える怪獣であっても基本的には保護することを優先している。ヒックス率いる米軍とも協力しピンチの際には共闘することもあるが、怪獣の保護を目的とするヒートチームに対して、米軍は怪獣の駆除を優先しているため対立する場合もある。チームで一番強いのはリーダーのニックではなく、一番小柄なモニクである。

### HEATシーカー
ヒートチームが調査に使用する小型船でゴジラと同じ速度で水上を走れる高性能である。シーカー自体にもある程度の武装を装備しており、怪獣との戦いにも向いている。その他、船内でも銃器などの武器が装備されている。全員が操縦可能であるが、主にモニクが操縦を担当。

## 米軍
ヒックス率いる陸軍、海軍、空軍の軍隊。ゴジラに対抗するため、「Gアタックベース」とも呼ばれる。基本、ゴジラとは敵対関係にあるが、状況次第では協力することもある。怪獣の保護もしているヒートチームとは基本は敵対しているが、ゴジラに敗れた怪獣の怪獣島への輸送などを担当している。前回の親ゴジラ戦での戦力の低さから武装・兵器の点装が行われ、レーザー兵器や強力なミサイル、さらにはメーサー系の兵器に音波砲を装備した兵器も登場するなどの武装を施されている。また、軍の極秘計画では振動波を利用したサウンドウェーブなども開発している。さらにはゴジラを超える強大な怪獣すらも作り出す技術を持ち、バイオモンスターを作り出してしまう場合もある。しかし、強化された怪獣や親ゴジラよりも強力になったゴジラには敵わず、毎回、返り討ちに遭っている。

## 怪獣島
エイリアンが地球攻撃用の先兵として集めていた怪獣たちが収容されていた基地がある無人島。エイリアン撃退後は基地は軍が管理することになり、主にゴジラに敗北した怪獣の収容施設となった。収容されている怪獣の全てが人間に危害を加えるゴジラ以上の戦闘能力を持つ者もいる邪悪な怪獣ばかりである。

## 登場ミュータント怪獣・巨大生物
本作品では純粋な怪獣とただの巨大化した生物の2種類が存在する。悪の怪獣であっても駆除されることは稀でほとんどが怪獣島に収容されている。

キング・オブ・モンスター ゴジラ(Godzilla)
第1話「ゴジラ誕生（前編）」に登場。
第1話の冒頭に登場するゴジラの親。マンハッタンを破壊し尽くした。映画のラストと同様にニックらの乗るタクシーを追跡するが、ブルックリン橋で身動きができなくなったところを戦闘機F-18のミサイルを脇腹に受けて絶命する。後に死体は軍に回収され、軍がエイリアンにより乗っ取られた際にエイリアンによりサイバーゴジラへとサイボーグ改造される。子ゴジラ退治の際にこの親ゴジラを倒したミサイルが用いられたが倍の数を撃ち込まれても子ゴジラは平気であった。

サイバーゴジラ(Cyber-Godzilla)
第15話「モンスター・バトル」3部作に登場。
映画のラストでミサイルにより殺された親ゴジラの死体を、エイリアンが密かに回収し死体に機械を埋め込みサイボーグ化した怪獣。体重が500トンから2万トンに増大している。
口からはゴジラのパワーブレス以上の破壊力を持った青いパワーブレスを放ち、背鰭にはミサイルランチャー、背中にはレーザー砲と怪獣を操る超音波装置を備え、胸の装甲の下には超音波を跳ね返す反射板が装備されている。機械の義手に変更された右腕にはレーザーガンが装備され、両腕の鍵爪で敵を引き裂く。ゴジラ以上の戦闘能力を持つ反面、生前と同じく防御力がゴジラよりも劣る。飛行能力は装備されていないが水中でも活動が可能で、東京から怪獣島まで短時間で移動している。また、急遽造られたが機体の完成度は高くダメージによる機能不全は起きたがシステムエラーは起こしていない。
エイリアンの侵略の一環として東京を襲撃し自衛隊を蹂躙。その後、ヒートチームにより他の怪獣たちの洗脳が解け、自分たちに反撃を始めたため東京から帰還し、手始めに攻撃してきた巨大コウモリの超音波を跳ね返して撃墜。その後、切り札としてゴジラと対決する。しかし、ゴジラの零距離発射のパワーブレスで致命傷を負い、さらにエイリアンの宇宙船からの光線の誤射により右腕も失いボロボロになったところに、テールハンマーとパワーブレスを受けて海まで吹き飛ばされ、すぐさまパワーブレスで反撃するもジャンプで避けられ、ゴジラに飛び掛られて弱点の胸の装甲を食い千切られて絶命した。

巨大イカ(GIANT SQUID)
第2話「ゴジラ誕生（後編）」に登場。
ジャマイカ沖で起きた人間消失事件の犯人で、全身から墨を出して人間を捕獲し海底に繭状に包んで保存する。ゴジラが初めて対決した相手で、ゴジラのパワーブレスにより全滅し死体はシー・レックスの餌になった。保存されていた人々はゴジラと米軍により救助された。

シー・レックス(C-REX)
第2話「ゴジラ誕生（後編）」他に登場。
ジャマイカ沖に現れた巨大な怪獣。同じく自分の棲家に現れた巨大イカを捕食するために海底から出現し、ゴジラに倒され海岸に漂着した巨大イカの死体を食いさらに街に向かうが、モニクの機転で阻止されて海岸に戻されゴジラと対決することとなる。激闘の末、ゴジラが起こした崖崩れに巻き込まれ戦闘不能になる。後にモンスターバトル三部作に登場し最後は怪獣島に収容されて飼育されることになった。正式名称はクラスタシオス・レックス(Crustaceous Rex)。

マイクローブ(Microbes)
第3話「ヒート・チーム、結成?」に登場。
ゴミ問題を解決するために開発された人工粘液細菌が未完成の状態でお披露目されたために暴走した集合微生物の怪獣。石油を飲みタンカーなどを襲った。周囲のあらゆる物体を吸収し巨大化・変化していく能力を持つ強敵で、イソギンチャク形態やザリガニ形態などに変化し陸上、水中でゴジラと激闘を展開した。また、ヘドラとデストロイアの弱点であった乾燥や冷気にも強くなっており、パワーブレスで一部を破壊されてもすぐさま再生してしまう。進化・再生能力は急速かつほぼ無制限に進化していく。ゴジラとの対決によりゴジラと同じ姿になるが最後は血清の要領でエルシーの開発した新型ウイルスをニックに撃ち込まれ乾燥して硬化し始め、ゴジラのテールハンマーで倒された。

エル・グサノ(El Gusano)
第4話「俺も男だ、クレイブン!」に登場。
ミミズが軍のバイオ技術の農薬で巨大化した生物。エル・グサノとはスペイン語で芋虫や蚕の幼虫を意味する。ゴジラ以上の巨体を誇り怪力で攻撃し圧倒。しかし終盤、ミミズゆえに乾燥が苦手で熱に弱いという弱点をゴジラに突かれ、パワーブレスの集中砲火を浴びて水分を失い小型な本来の姿に戻ってしまう。ゴジラが殺すまでもないと判断したため、生存し地底に逃走した。モンスターバトル三部作に登場した際には再び水分を得て巨大な姿に戻っていた。異星人撃退後は怪獣島で飼育されている。
再生エル・グサノ
第15話「モンスター・バトル」三部作他に登場。
エイリアンにより再生させられたエル・グサノで、エイリアンにより新たなる力を与えられたため体色が変化し体のトゲも増えている。エイリアンに操られモスクワを襲撃し、洗脳が解けた後はエイリアンと戦うも敗北した。

サイバネティック・フライング・アタック・ドローン(CYBERNETIC FLYING ATTACK DRONE)
第5話「キャメロン・ウィンターの陰謀」に登場。
キャメロンの制作した小型のハエ型ロボット。音波によりゴジラを暴走させる。尻尾にはサイバー毒針とニックとモニクを同時に眠らせるほどの睡眠ガスを装備している。ランディの妨害電波に狂わされて一体が自爆し、残りもゴジラに向けて放たれた軍の戦闘ヘリのミサイルの盾にされて爆発した。

ミュータント・ネズミ(Mutant Sewer Rat)
第6話「雨のち雨」に登場。
地下下水道のドブネズミが突然変異により巨大化した巨大生物。体内にはウイルスを持っており大変危険な存在である。捕食のため、集団で人間を襲う。小型で素早いため、ゴジラも苦戦した。このうち、一体はモニクの麻酔銃ボウガンにより倒され、残りもゴジラに棲家を水没させられて倒された。しかし、モンスターバトルに親である生き残りのリーダーが登場した。本作品では人間の犠牲者は出ていない。
再生ミュータント・ネズミ
第15話「モンスター・バトル」三部作他に登場。
ゴジラにより水中に沈められたミュータントネズミのリーダーがエイリアンにより強化再生した個体。エイリアンとの戦いの後は怪獣島で飼育されている。

洗脳エイリアン(ALIEN)
第7話「海底7千メートルの真実」他に登場。
宇宙から来た異星人で、地球侵略のために怪獣を操り人類を滅ぼそうとする。6本の手足を持つ。モンスターバトル三部作で、ヒートチームとゴジラ、さらには洗脳が解けた怪獣たちと激闘の末敗北し、宇宙に逃亡。残ったリーダーの2人も前線基地を破壊され、洗脳が解けて死亡。

クリプトクレディアス(Cryptocleidus)
第7話「海底7千メートルの真実」他に登場。
エイリアンの海底基地を警護するプレシオサウルスを改造した首長竜。2体が存在し、エイリアンの海底基地に近付くものを攻撃する。2体共ゴジラに岩で押し潰されるがうち1体は生き残っており、後にエイリアンとの戦いに登場。エイリアンと戦うが、エイリアンの宇宙船からの攻撃で海底に沈んだ。

ガード・ドッグ(Reptilians)
第7話「海底7千メートルの真実」他に登場。
エイリアンが恐竜細胞から生み出した基地を守る番犬で、モニクの銃撃にも怯まない。強力な牙と爪で敵を攻撃する。最終的にはエイリアンの海底基地と共に海中へと沈んだ。

クラックラー(Crackler)
第8話「電波怪獣クラックラー」に登場。
電化技師シドニー・ウォーカーが、睡眠実験で自分の電波と脳波を合わせて作り出した怪獣。かなりの巨体を誇る強敵で、ゴジラのパワーブレスが通じず、パワーブレスを浴びるたびに巨大化するという厄介な怪獣である。最後はシドニーがランディにより怒らされたことにより思考が変わったために弱体化し、その隙にゴジラのパワーブレスで消滅させられる。

巨大女王ミツバチ(Queen Bee)
第9話「巨大ミツバチの巣」に登場。
ミツバチが火山の地熱などにより巨大化したミュータント。普通のミツバチと同じで高速での飛行が可能で、ミツバチ一族のリーダーを務めている。高速飛行でゴジラを圧倒するが、火山の中に追い詰められ噴火に巻き込まれる。ゴジラは直後に地中を掘り進んで海に脱出した。その後、モンスターバトル3部作で火山の中から復活し、エイリアンとの戦いの後は怪獣島に収容されている。
再生女王ミツバチ
第15話「モンスター・バトル」三部作他に登場。
火山の噴火により死亡した女王ミツバチが、エイリアンにより再生させられたもの。腹部が以前よりも細くなっており、より強力な顎と毒液を武器とする。洗脳が解けた後はエイリアンに挑むが敗北し、怪獣島に収容される。

ミュータント・バチ(MUTANT BEE)
第9話「巨大ミツバチの巣」に登場。
ミツバチが巨大化したもので、女王の命令で食料である人間を捕獲する。大群で敵を攻撃し強力な毒液と顎を武器に戦うが、数体がゴジラに倒され、残りも島の爆発に巻き込まれて死亡。登場した個体は全て雌。

フォルドーザ
第9話「巨大ミツバチの巣」に登場。
木が火山の地熱の突然変異により怪獣化した植物。根を蔦として自在に操って敵を捕える。蔦は集束するとゴジラですら押さえ込んでしまう。一部の個体がゴジラに地面から引き剥がされて倒され、残りも島の爆発で消滅した。

ケツァルコアトル(Quetzalcoatl)
第10話「鳥神ケツァルコアトル」に登場。
火山に住む古代の翼竜の生き残りがミュータント化したもの。母親であり卵から孵化する子供のために街を襲撃し人間を捕獲して巣に持ち帰る。巣でゴジラと対決し、人間を餌とするため危険と判断したゴジラにパワーブレスで火山を破壊されて生き埋めになり雛たち共々全滅した。性別は雌。
ケツァルコアトルの雛
まだ雛であるため戦力はないが、肉食で性格は凶暴かつ獰猛。複数の個体が孵化しており、餌に人間を求めている。ゴジラもまだ子供であるため倒すのを躊躇ったのか、複雑な表情を見せていた。最後は親と共に火山に生き埋めになった。

アイスボラーズ(Ice Borers)
第9話「ランディは甘いものが好き」に登場。
モグラの巨大生物で南極に複数の個体が登場し、地中を高速で移動し獲物として人間を狙う。単体では弱いものの、集団攻撃によりパワーブレスに耐えゴジラを圧倒するが、モグラと同様に動いて食べ続けなければ餓死するため、ヒートチームの冷凍銃攻撃で動けなくなり餓死し全滅した。

ネッシー(NESSIE)
第10話「危険な湖」に登場。
古代に生息していたモササウルス類の生き残りで性別は雌。竜巻を発生させる能力がある。
自分の子供をトレバー博士と結託したマクフェル館長により捕獲されて凶暴化した。怒ると体を回転させて竜巻を発生させることが可能で、パイシーズ研究所を襲撃しヒートチームに襲いかかり、誤解からゴジラとも戦い本気を出せないゴジラを圧倒するが、ゴジラにより子供を奪還してもらい和解し、ゴジラに見守られながら子供と共に棲家へと帰って行った。
ネッシーの子供
博士により捕獲されていたネッシーの子供。捕らえられていたがゴジラに救出され無事親ネッシーの元に返された。

巨大キングコブラ(King Cobra)
第13話「ゴジラ、日本上陸!」他に登場。
日本に生息していたキングコブラが巨大化したもので、日本で起きた人間消失事件の犯人である。ゴジラ以上の巨体と戦闘能力を持ち、口からはゴジラですら剥ぎ取れない粘着性の唾液と毒液を吐き、ゴジラとモニクの機転により味方となったロボイエティの2頭を圧倒。1戦目は引き分けに持ち込むが、2戦目の都市部での戦いではロボイエティを倒し、ゴジラを圧倒するが、ゴジラにより海中に落とされ、噛み付きを受けて戦闘不能になり捕獲される。食料にするために唾液で捕獲していた人々も無事に救出された。後に怪獣島に飼われることになり、その後はシリーズ後半まで度々登場した。

アルビノ・イエティ/ロボイエティ(Giant Albino Yeti/Robo-Yeti)
第13話「ゴジラ、日本上陸!」に登場。
イエティを元に伊福部博士が制作したロボット。最初は白い体毛に覆われた雪男にそっくりな姿で登場したが、後に皮膚が禿げて金属製ボディの本体が現れた。1度目はモニクに操られゴジラと共に戦いキングコブラを撤退させる。2戦目では伊福部博士に操られゴジラと共にキングコブラに挑むが、人命救助中に背後から不意打ちで締め上げられ、首を落とされて大破する。

巨大女王シロアリ(Termite Queen)
第14話「シロアリ退治」に登場。
巨大シロアリたちの女王で、他の子供のシロアリよりはるかに巨大で強力な顎を武器とする。巣に落ちてきたクレイブンを攻撃しようとするが、ヒートチームのレーザーガンの総攻撃で射殺され、死体も爆弾の爆発で消滅した。

巨大シロアリ
第14話「シロアリ退治」に登場。
シロアリが巨大化した生物。大群で敵を攻撃し自然を破壊する。兵隊アリと働きアリと幼虫がいる。兵隊アリは巨大な顎と怪力を武器とし、兵隊アリも集団で敵を攻撃する。集団でゴジラすらも苦しめるが、ヒートチームとゴジラの共同戦でほとんどが倒され、残りもニックが仕掛けた爆弾で爆死する。

巨大コウモリ(Giant Bat)
第15話「モンスター・バトル」3部作他に登場。
チスイコウモリが巨大化した怪獣。口から放つ超音波で敵を攻撃する凶暴な怪獣で、牛などの家畜を捕食する。エイリアンに操られてゴジラたちを攻撃するが、洗脳が解けた後はエイリアンに攻撃を仕掛ける。しかし、エイリアンの宇宙船に敗北し、その後は怪獣島に収容される。後にテロリストにより開放され再びスキートラ、キングコブラと共にゴジラと戦うが、乱戦の中で敗北し再び収容される。超音波が弱点。

巨大カメレオン(Chameleon)
第18話「キャメロン・ウィンターの逆襲」に登場。
キャメロン・ウィンターにより製造されたゴジラ細胞から製造された合成怪獣。カメレオンの能力により保護色で周りの色と一体化して姿を消す能力を持つ。パワーブレスが通じず、ゴジラと互角の力を持ち決着はつかなかったが、モニクの説得によりゴジラが敵ではないと信じたフィリップの新型の毒物が装備されたミサイルを受け、細胞が全て破壊され石化して崩れ落ち死亡した。

バチルス(Bacillus)
第19話「決死圏!ゴジラの体内」に登場。
バクテリアと植物の融合巨大生物。触手と全身からバクテリアを撒き散らし、口から出す鍵爪状の突起でゴジラの胸を切り裂き、バクテリアを感染させ幼体を産み付けてしまう。その後、パワーブレスを受けて蒸発するが残していた細胞から下記の再生体で復活する。
バチルス（再生）
第19話「決死圏!ゴジラの体内」に登場。
バチルスが残った細胞から再生した姿で以前より小型。復活したゴジラと対決し、クレイブンにエルシーの開発したワクチンを載せたボートを口に入れられ弱体化したところを、ニックとモニクにより体内のウイルスを治療され復活したゴジラのパワーブレスを2発受けて蒸発する。
バチルス（幼生）
第19話「決死圏!ゴジラの体内」に登場。
産み付けられたゴジラの体内を侵食していたバチルスの幼生。口から強酸を出して相手を溶かしてしまう。ゴジラの傷口から体内に侵入してきたモニクとニックのレーザーガンで駆逐された。

巨大スパイダー(Giant Mutant Widow Spider)
第20話「ゴジラとおしゃべり」に登場。
ある島に生息する大量の巨大化したジョロウグモ。毒針と糸を武器に集団で敵に襲いかかる。軍は薬剤散布を行うが効果はなく、逆に繁殖量を高めて増殖するなど強力な繁殖力を持つ。しかし、島の花で麻痺することがわかり花により麻痺させられる。その後、最後の一匹の母親がゴジラと戦い糸攻撃で挑むが、パワーブレスで吹き飛ばされてニックの仕掛けていた爆弾の上に飛ばされ、子グモたち共々爆死する。

バード・オブ・プレイ(Sub-Zero Manta Ray)
第21話「結婚式の鐘が鳴る」に登場。
マンタの巨大怪獣。口からはなんでも凍らす冷凍ガスを吐き、冷凍ガスはゴジラのパワーブレスと相殺すると雷雲を生む。その他、飛行能力を持っており生息するために必要な冷気を求めて暴れ回り、最終的にエルシーの妹の結婚式場にも現れるが、ゴジラとの戦闘の末にゴジラが泳いで出来た竜巻に巻き込まれ海中へと沈められる。

テクノ・センティエント(Techno-Sentient)
第22話「核ミサイル発射10秒前」に登場。
宇宙から来た宇宙生物が、機械を取り込んで進化を遂げたもの。機械や物体を取り込んで巨大化し、あらゆる機械を操る能力を持つ。パワーブレスも通じずゴジラでも倒せなかった。なぜか核ミサイルの発射にこだわるが、ヒートチームにより核ミサイルで宇宙に飛ばされて自爆する羽目となった。

シルバー・ハイドラ(Silver Hydra)
第23話「鉱山の少女メグ」に登場。
液体金属の怪獣で身長・体重は不定。多数の個体が鉱山に生息していた。口から液体状の銀を吐き出し敵を固めることができるが、この銀はレーザーで剥ぎ取れる他、水に弱い弱点がある。メグの兄弟を捕獲し、モニクとメグを追い詰めるが現れたゴジラと対決する。雨水が弱点で、クレイブンの起こした雨水の洪水に巻き込まれ水中で砕け散った。

ミミック(DNA Mimic)
第24話「偽者は、誰だ!」に登場。
ある科学者が製作した細胞の合成生物でジャングルの研究所の小屋の中のタンクに液体状の姿で保存されていたが、探検家の男がタンクを開けたため復活する。液体金属そのものの体で、性別が雄であるため雌のDNAを狙ってヘビなどの他、モニクやエルシーのDNAも奪い、遂にはヒートチーム全員の遺伝子を取り込み誰にでも変身することが可能となった。その後、現れたゴジラと戦いゴジラの遺伝子を奪ってゴジラに変身するが、ニックにより毒物のミサイルを撃ち込まれて細胞が崩壊し始め、そこにゴジラのパワーブレスを受けて蒸発し水中へと消えた。
この回の冒頭で、初の一般人の犠牲者が出た。

リザード・スレイヤー1/2/3(Lizard Slayers)
第25話「リアルロボットVSゴジラ」に登場。
キャメロンがゴジラを倒すために製作した3機のロボット。1号機が陸戦型で2号機が空戦型、3号機は水中戦ロボである。脱走させた3人の囚人（ミュータント・ネズミをハンティングしようとして街を破壊したハンター）にそれぞれ操縦させゴジラを倒そうとするが、3号機はランディとモニクの仕掛けた爆弾により破壊され、2号機はエルシーとナイジェルの電流により破壊され、1号機もゴジラにコクピットを食い千切られて破壊される。

スワンプビースト(Swamp Beast)
第26話「謝肉祭のバラード」に登場。
魔術師のジョルジュが沼を開発から守るために魔術により呼び出したコモリガエルのミュータントのモンスター。背中から毒液の泡を噴射する。誤解からゴジラと対決するが、開発者であるディモンがジョルジュに沼の開発を止めることを伝えたため、ジョルジュにより棲家に返される。

ファイヤー・モンスター(Fire Monster)
第27話「夢の億万長者!?」に登場。
巨大な昆虫怪獣で、普段は貧弱な昆虫の姿をしている。コンビナートを襲撃し、石油を吸収することにより巨大化し全身から炎を発する。熱に強くパワーブレスも通用しないが、液体窒素で凍らされ、特殊カプセルに封じられ深海へと沈められる。しかしサメがカプセルを壊したために復活するが、その後の消息は不明。

ノルザグ(Norzzug)
第28話「眠れる獅子」に登場。
古代エジプトに生息していたスフィンクス型無機生命体。錆びて彫像として眠りについていたが、現代に復活する。口から火炎を吐き、翼による竜巻などゴジラを凌ぐ攻撃力を持ち、パワーブレスを防ぐほどの防御力を誇る。自らの体を形成するのに必要な重油を求めてコンビナートなどを襲撃し、足で重油を吸収する。ヒートチームにより溶剤と海水を浴びると体が錆びることを知られ、ナイジェルとクレイブンにより溶剤を掛けられた後、ゴジラにより海に落とされる。あわててタンカーの船上に避難したが、海水を浴びていたため石化し再び眠りについた。

巨大ハミングバード(Giant Mutant Hummingbirds)
第29話「見えない敵を追え」に登場。
巨大化したハチドリで、複数の個体が登場。迷彩能力を持ち体色を変化させて透明になることが可能。高速移動により縄張りの近くを飛行する戦闘機などを次々に撃墜していった。サーモグラフィーを装備したゴジラにより追い詰められ、さらに液体を浴びて姿を現す。最後は全てゴジラにダウンさせられ、怪獣島に収容される。

メデューサ(Medusa)
第30話「怪獣サーカス」に登場。
イソギンチャクの突然変異生物。凶暴な性格で大量の触手を武器とし、体を泥のように変化させて隙間に潜り込み、敵を攻撃する。サーカスの団長ウィルソンにより捕獲され怪獣サーカスの見世物にされていたが、暴れ出してしまい触手で人々を絡み取り、水分を吸収してミイラのような姿にしてしまう。ゴジラの水分も吸収するが、貯水池の水を飲み復活したゴジラのパワーブレスにより水分を奪われニックらに保護される。同時にウィルソンも逮捕された。

ヒラモンスター(Giant Gila Monster)
第30話「怪獣サーカス」に登場。
アメリカドクトカゲの突然変異怪獣。性格は大人しいようで、怪獣サーカスで飼われて芸をしていた。その後は怪獣島に収容された模様。

スコーピオン(Scorpio)
第30話「怪獣サーカス」に登場。
サソリが巨大化したものでヒラモンスターと同様に怪獣サーカスで飼われていた。ウィルソン逮捕後は怪獣島に収容された模様。

シケーダ(Megapede/Giant Cicada)
第31話「メタモルフォシス〜変態〜」に登場。
セミとムカデの変異怪獣。ムカデの要素を持つ幼虫形態から蝉の要素を持つ成虫に変態し、幼虫と成虫では弱点が変化する特性を持つ。幼虫時は口からの粘着性の糸と毒針で敵を攻撃する。この糸は、海水で溶ける弱点がある。成虫の羽の振動波にはあらゆる機械を狂わす効果がある。ゴジラとの激闘後、脱皮して成虫となりマンハッタンに飛来する。モニクにセメントで羽を固められて飛べなくなり弱体化。ゴジラと対決するも海に落とされ、水中でパワーブレスを受けて倒された。

巨大サソリ(Nightmare Scorpion)
第32話「恐怖の生物兵器」に登場。
軍がサウンドウェーブ実験の一環として、遺伝子操作により誕生した巨大サソリ。親と子がおり、成虫は鋏と怪力とゴジラすらもダウンさせる尻尾の毒を武器とし、幼虫は集団で敵に襲いかかる。最後は、音波により一か所に集められたところにゴジラのパワーブレスを受けて焼き尽くされる。しかし、軍は新たなるサウンドウェーブ計画を実行しようとしていた。

ミュータント・キノコ(MUTANT FYNGUS)
第33話「絶体絶命」に登場。
ミシガン州に現れた突然変異の動く巨大キノコ。全身から生えた触手で動物などを捕らえて、体液を吸収する。キノコであるにもかかわらず、高い瞬発力を有する。触手攻撃でゴジラを苦しめるも、本体をパワーブレスで焼き尽くされたうえ、踏み潰されて消滅する。

シュルースター(Shrewster)
第34話「ツイスター」他に登場。
変電所の異常で竜巻を操る能力を持ったミュータントの巨大トガリネズミ。普段は竜巻の中に潜んでおり、竜巻に巻き込まれた植物を捕食して生きている。サイズはゴジラの半分ほどの大きさだが戦闘能力はゴジラをはるかに凌いでおり、ゴジラの攻撃も全て避けてしまう高い回避能力を持つ。鋭い爪と牙の攻撃であっさりとゴジラを戦闘不能に追い込んだが、ヒートチームの妨害により失敗。ニックの作戦で、倒壊したミュージック会場に誘い込まれゴジラのパワーブレスで会場を檻状に溶かされて閉じ込められた。その後は怪獣島に収容された模様。
その後、第40話で幼虫型のモンスターと戦っていた。

巨大モスキート(Skeetera)
第35話「美しきゴジラ信者」に登場。
蚊が進化し怪獣化したもので、口から相手の体液を吸うことで相手の能力をコピーすることができる。ゴジラの血液を吸った時には吸引口から熱線を放ち、キングコブラの血液を吸収した際には口から粘液と毒液を放つことが可能となった。町で暴れまわり一度目はゴジラに倒されて怪獣島に収容されるが脱走、キングコブラや巨大コウモリと共にゴジラに挑む。最後は乱戦の後、ゴジラと一騎討ちを展開しテールハンマーを受けて発電所に墜落し再び収容された。性別は雌である。

ミュータント・クラゲ(Mutant Jellyfish)
第36話「未来への旅」に登場。
クラゲのミュータント怪獣だが、鋏と羽を有する。冒頭でゴジラと対決していた。その後、ニックらが未来から帰還した後もまだゴジラと戦い続けており、最後はゴジラに噛み殺されて海中に沈んだ。

ドラグマ(D.R.A.G.M.A.s)
第36話「未来への旅」に登場。
緑色の飛行怪獣。ある科学者が人工的に制作したもので、ニックたちが飛ばされた未来では複数制作されており、ゴジラや他の怪獣たちを倒し、世界中の軍隊も壊滅させ地球を支配していた。特殊なレーザーガン以外の人間の兵器攻撃は一切通用しない。ニックたちが過去に戻りドラグマが作られる前に科学者を逮捕したため、未来の個体の存在が消滅し最初に作られていた個体もゴジラとヒートチームに全滅させられた。
未来怪獣 ドラグマ（不完全体）
第36話「未来への旅」に登場。
ドラグマの不完全体。未完成であるため完全体と違い翼がない。過去の世界では全てこの姿で群生で攻撃するが、完全体ほどの強さはなく、ゴジラのパワーブレスとヒートチームのレーザー攻撃で全滅する。

コモディスラックス(Komodithrax)
第37話「恋の行方」に登場。
コモドオオトカゲが突然変異した巨大怪獣で、性別は雌。口からはゴジラの熱属性のパワーブレスと逆の冷気属性のパワーブレスを放つ。ゴジラに近い種族であり、ニックたちを助けるために来たゴジラと島で出会い恋に落ちる。しかし、ニックとオードリーを助けるために現れた米軍のミサイル攻撃を受け、さらに襲撃してきたジャイアントタートルの攻撃を受けて一度はダウンする。その後、ゴジラを助けるべく再び立ちあがり怪力でジャイアントタートルを圧倒、崖から叩き落とすが、道連れにされてしまい卵もろとも転落死する。
身長はゴジラよりも大きいが背鰭がなく、戦闘能力もゴジラを上回る。

ジャイアントタートル(Giant Turtle)
第37話「恋の行方」に登場。
ウミガメが怪獣化したもので、頑丈な甲羅と怪力および尻尾の棍棒を武器とする。アラスカ沖で船を襲撃し船上でデート中のニックとオードリーを海に叩き落とし、無人島に漂着させる。その後、コモディスラックスとゴジラの卵を捕食するべく襲撃し、コモディを怪力で追い詰め、ゴジラも退ける。ゴジラを助けるために再び立ち上がったコモディに崖から落とされるも、コモディを道連れにして相打ちとなる。

ジャイアントアルマジロ(Giant Armadillo)
第38話「エリア51」に登場。
エリア51に生息するアルマジロを生体改造した巨大生物。頑丈な装甲と怪力と生かした攻撃を得意とする。ヒートチームを追い詰めたが、ランディの陽動作戦により生きた木に捕らえられそのまま収容された。

ソーニイ・デビル(Thorny Devil)
第38話「エリア51」に登場。
エリア51に生息する巨大ツノトカゲ。軍の生物実験で生まれた生物兵器で、巨体だが俊敏で強力な顎と背中から連続発射する棘、口から飛び出す敵を貫く舌を武器としゴジラと対決する。外皮は非常に硬く、正面からではパワーブレスは通用しない反面、腹部などは皮膚が柔らかく、弱点となっている。市街地への侵攻を阻止するべくヒートチームとゴジラと交戦。ゴジラの体当たりで引っくり返され、ハイパワーブレスを腹部に受けて焼き尽くされた。

ミュータントリザード(Desert Lizard)
第38話「エリア51」に登場。
軍の実験により生まれた緑色の巨大トカゲで、エリア51内の施設にて飼育されていた。目の位置が普通のトカゲと違い顎の辺りにある。飼育されていただけなので能力は不明。

ミュータントラット(Desert Rat)
第38話「エリア51」に登場。
軍の実験によりラットが突然変異したもの。エリア51内の施設にて飼育されていた。ミュータントリザードと同室で飼育されている。

ディープ・ドウェラー(Deep-Dweller)
第39話「モンスター・ツアー」に登場。
雌のカエルアンコウが巨大化した巨大生物。モンスターツアーの企画者が見世物にしていたが、ニックらヒートチームは棲家の深海に帰そうとする。ヒートチームの行動を誤解して暴れだし、クレイブンのミスによりモニクに麻酔銃で誤射されてしまったゴジラを追い詰めた。海中での激闘の末、形勢不利と見て逃亡。ニックらの作戦通りに深海に帰っていった。

ミュータント・ワーム
第40話「ゴジラを救え」に登場。
ウォーター・ビートルらと共に飼育されていたムカデ怪獣。捕獲されてきたシュルースターと見世物として戦っていた。ゴジラを簡単に倒したシュルースターを圧倒していた。最後はシュルースター共々怪獣島に収容された模様。

巨大ウォーター・ビートル(Giant Water Beetle)
第40話「ゴジラを救え」に登場。
巨大化した雄の水生甲虫。頭部の噴射口からは特殊なフェロモンガスを放って人間を苦しめ、昆虫ながら水中を泳ぐことも可能。一度はモニクに綿で噴射口を封じられるが、綿を跳ね飛ばしガスを噴射し続けた。ライノセラスとタッグを組み怪力でゴジラを追い詰めるが、咥えて投げ飛ばされて敗北。怪獣島に収容されたものと思われる。

巨大ライノサウルス(Rhinosaurus)
第40話「ゴジラを救え」に登場。
興行師マクシミリアン・シュピールが飼っている巨大化したサイのミュータント。頭の角が武器で巨体と怪力を武器としウォーター・ビートルとタッグを組みゴジラと激闘を展開する。パワーブレスを顔面に受けても耐えたが、最後はゴジラのテールハンマーに敗れ、ウォータービートル共々怪獣島に収容されたものと思われる。

## スタッフ

### メインスタッフ
- 原作 - 東宝
- 企画開発 - ジェフ・クライン、リチャード・レイニス
- 製作総指揮 - ローランド・エメリッヒ、ディーン・デヴリン、リチャード・レイニス
- 共同製作総指揮 - ジェフ・クライン
- 制作プロデューサー・監督[18] - アウデュ・ペイデン
- シリーズ構成 - ロバート・N・スキル、マーティ・アイゼンバーグ、マーシャ・F・グリフィン、トム・パグスリー、グレッグ・クライン
- ビジュアルデザイン監修 - パトリック・タトポロス
- デザイン総監修 - エベレット・ペック
- キャラクターデザイン・怪獣デザイン - フィル・バーロウ
- キャラクタースーパーバイザー - トーマス・パーキンス（7話 - ）
- プロップスーパーバイザー - ユージーン・マットス
- 背景スーパーバイザー - ヴィンス・トヤマ
- アニメーションディレクター - 比留間敏之
- アニメーションタイミング監修 - マイケル・レイマン
- カラーディレクター - ケヴィン・ハンリー
- 音楽 - ジム・レイサム
- ダイアログ・ディレクター - スーザン・ブルー
- アソシエイト・プロデューサー - キンバリー・A・スミス
- アニメーション制作 - アデレード・プロダクション
- 制作 - コロムビア・トライスター・テレビジョン、ソニー・ピクチャーズ エンタテインメント

### 各話スタッフ
- キャラクターデザイン（各話） - ウェイン・キャッシュ、キャロライン・コート、トーマス・パーキンス、マシュー・トンプソン、ジョン・スズキ、ホセ・ロペス、ZOONIMEDIA、他
- プロップデザイン - ジェイ・ホン、レイ・レオン、ダーク・オクモト、キャスリーン・ハートマン、他
- 背景デザイン - ジョセフ・アグイラー、エンゾ・バルディ、ジェヴォン・ブエ、モーリス・エドワーズ、ノラン・オベナ、他
- ストーリーボード・クリンナップアーティスト - パット・アグナシン、サム・モンテス、セバスチャン・モンテス、ヴィントン・ホイク、デビッド・ハートマン、デビッド・マナーズ、バイロン・ペニャランダ、ティム・ダイヴァー、ブランドン・ヴィエッティ、キース・エイケン, 他
- 制作協力 - DR MOVIE、ロットアニメーション、サンウォン・アニメーション、ニューミレニアム・アニメーション、同友アニメーション、KOKOエンタープライズ

### 日本語版スタッフ
- 演出 - 春日一伸
- 翻訳 - 村治佳子
- 調整 - 高橋慶美
- 制作 - 吉富考明
- プロデューサー - 土田耕太郎、岩橋康平

## エピソードリスト
| 話数 （日本） | 話数 （アメリカ） | サブタイトル                    | 原題                                | 脚本                                           | ストーリーボード | 演出                                | 登場怪獣 | 放送日 （日本）           |
| ------------- | ----------------- | ------------------------------- | ----------------------------------- | ---------------------------------------------- | --- | ----------------------------------- | --- | ------------------------- |
| 1             | 1                 | ゴジラ誕生（前編）              | New Family, Part 1                  | ロバート・N・スキル マーティ・アイゼンバーグ   | クリストファー・バークレー アラン・コールドウェル サム・リュー フランク・スクイーラッチェ                                 | アウデュ・ペイデン                  | キング・オブ・モンスター ゴジラ ゴジラ二世 | 1999年 12月1日 - 12月15日 |
| 2             | 2                 | ゴジラ誕生（後編）              | New Family, Part 2                  | ロバート・N・スキル マーティ・アイゼンバーグ   | ティム・ダイヴァー マイケル・ドチャーティ ヴィンス・エドワーズ ティム・エルドレッド デビッド・ハートマン ジェイ・オリヴァ | アウデュ・ペイデン                  | 海底怪獣シー・レックス 巨大イカ | 1999年 12月1日 - 12月15日 |
| 3             | 3                 | ヒート・チーム、結成?           | Talkin' Trash                       | スティーヴ・ペリー                             | アラン・コールドウェル マイケル・ドチャーティ ジェイ・オリヴァ                                                            | ティム・エルドレッド                | 群体怪獣 マイクローブ | 1999年 12月1日 - 12月15日 |
| 4             | 4                 | 俺も男だ、クレイブン!           | (D.O.A.                             | リチャード・ミューラー                         | ティム・ダイヴァー ヴィンス・エドワーズ デビッド・ハートマン テニー・ヘンソン                                             | フランク・スクイーラッチェ          | 昆虫獣エル・グサノ | 1999年 12月1日 - 12月15日 |
| 5             | 5                 | キャメロン・ウィンターの陰謀    | The Winter of Our Discontent        | ロバート・N・スキル マーティー・アイゼンバーグ | クリストファー・バークレー ティム・ダイヴァー テニー・ヘンソン                                                            | サム・リュー                        | サイバネティック・フライング・アタック・ドローン | 1999年 12月1日 - 12月15日 |
| 6             | 6                 | 雨のち雨                        | Cat and Mouse                       | スティーブン・メルチング                       | アラン・コールドウェル ヴィンス・エドワーズ デビッド・ハートマン ジェイ・オリヴァ                                         | フランク・スクイーラッチェ          | ミュータント・ネズミ | 1999年 12月1日 - 12月15日 |
| 7             | 8                 | 海底7千メートルの真実           | Leviathan                           | マイケル・リーヴス                             | - | ティム・エルドレッド                | クリプトクレディアス 改造竜ガード・ドック 洗脳エイリアン | 1999年 12月1日 - 12月15日 |
| 8             | 7                 | 電波怪獣クラックラー            | What Dreams May Come                | レン・ウェイン                                 | アーマンド・カリロ ヴィンス・エドワーズ デビッド・ハートマン サム・モンテス                                               | フランク・スクイーラッチェ          | 電波怪獣 クラックラー | 1999年 12月1日 - 12月15日 |
| 9             | 9                 | 巨大ミツバチの巣                | Hive                                | マーヴィン・ウルフマン                         | クリストファー・バークレー ティム・ダイヴァー テニー・ヘンソン                                                            | サム・リュー                        | 巨大女王 ミツバチ 巨大ミツバチ 植物怪獣フォルドーザ | 1999年 12月1日 - 12月15日 |
| 10            | 10                | 鳥神ケツァルコアトル            | Bird of Paradise                    | ニール・ルッテンバーグ                         | ジェイ・オリヴァ セバスチャン・モンテス ウィル・スウィーニー                                                              | アラン・コールドウェル              | 鳥神 ケツァルコアトル | 12月16日 - 12月31日       |
| 11            | 16                | ランディは甘いものが好き        | Freeze                              | バリー・ホーキンス                             | デビッド・ハートマン グレン・ヒル アレックス・サマーズ                                                                    | クリストファー・バークレー          | 地底怪獣アイスボラーズ | 12月16日 - 12月31日       |
| 12            | 11                | 危険な湖                        | DeadLoch                            | スティーブ・L・ヘイズ                          | ティム・ダイヴァー サム・モンテス ショーン・ソング                                                                        | サム・リュー                        | 伝説怪獣ネッシー | 12月16日 - 12月31日       |
| 13            | 12                | ゴジラ、日本上陸!               | Competition                         | ヘリー・クルーア                               | アーマンド・カリロ ヴィンス・エドワーズ デビッド・ハートマン サム・モンテス ショーン・ソン                                | フランク・スクイーラッチェ          | 巨大キングコブラ アルビノイエティ/ロボイエティ | 12月16日 - 12月31日       |
| 14            | 17                | シロアリ退治                    | Bug Out!                            | ブルックス・ワクテル                           | ヴィンス・エドワーズ リック・エストラーダ リック・ホバーグ ミン・キム トム・ライダー                                      | フランク・スクイーラッチェ          | 巨大女王 シロアリ ミュータント巨大シロアリ | 12月16日 - 12月31日       |
| 15            | 13                | モンスター・バトル（パート・1） | Monster War, Part 1                 | ロバート・N・スキル マーティー・アイゼンバーグ | ヴィンス・エドワーズ デビッド・ハートマン アレックス・サマーズ                                                            | クリストファー・バークレー          | 巨大コウモリ シー・レックス 再生エル・グサノ 再生ミュータント・ネズミ 再生女王 ミツバチ 洗脳エイリアン                                                             | 12月16日 - 12月31日       |
| 16            | 14                | モンスター・バトル（パート・2） | Monster War, Part 2                 | スティーブン・メルチング                       | ティム・ダイヴァー サム・モンテス ショーン・ソング                                                                        | サム・リュー                        | 巨大コウモリ 怪獣王 サイバーゴジラ クリプトクレディアス シー・レックス 再生エル・グサノ 再生ミュータント・ネズミ 再生女王 ミツバチ 巨大キングコブラ 洗脳エイリアン | 12月16日 - 12月31日       |
| 17            | 15                | モンスター・バトル（パート・3） | Monster War, Part 3                 | マイケル・リーヴス                             | ヴィンス・エドワーズ セバスチャン・モンテス ジェイ・オリヴァ ウィル・スウィーニー                                         | アラン・コールドウェル              | 巨大コウモリ 怪獣王 サイバーゴジラ クリプトクレディアス シー・レックス 再生エル・グサノ 再生女王 ミツバチ 巨大キングコブラ 洗脳エイリアン                          | 12月16日 - 12月31日       |
| 18            | 19                | キャメロン・ウインターの逆襲    | An Early Frost                      | クレイグ・ミラー                               | ティム・ダイヴァー サム・モンテス ショーン・ソング                                                                        | サム・リュー                        | 変身怪獣 カメレオン（トライモンスター） | 12月16日 - 12月31日       |
| 19            | 27                | 決死圏!ゴジラの体内             | What a Long, Strange Trip It's Been | ジャンナ・キング・カリッシュマン               | ジェフ・アレン マイク・ボーコウスキ ティム・ダイヴァー ロメオ・フランシスコ ミン・キム、ソン・キム マイク・ボスバーグ     | ブラッド・レイダー                  | バクテリア怪獣バチルス バチルス（再生） バチルス（幼生） | 12月16日 - 12月31日       |
| 20            | 18                | ゴジラとおしゃべり!?            | Web Site                            | マーシャ・F・グリフィン                        | マイケル・チャン デビッド・ハートマン                                                                                     | クリストファー・バークレー          | 昆虫怪獣ジャイアントウィドースパイダー | 2000年 1月1日 - 1月15日   |
| 21            | 28                | 結婚式の鐘が鳴る                | Wedding Bells Blew                  | スティーヴ・コーデン                           | セバスチャン・モンテス ジェイ・オリヴァ ウィル・スウィーニー                                                              | アラン・コールドウェル              | 冷凍怪獣バード・オブ・プレイ | 2000年 1月1日 - 1月15日   |
| 22            | 20                | 核ミサイル、発射10秒前!         | Juggernaut                          | トム・パグスリー グレッグ・クライン            | ヴィンス・エドワーズ リック・エストラーダ ミン・キム                                                                      | フランク・スクイーラッチェ          | 機械怪獣テクノ・センティエント | 2000年 1月1日 - 1月15日   |
| 23            | 32                | 鉱山の少女メグ                  | Shafted                             | ロビン・ルシン                                 | ティム・ダイヴァー ロメオ・フランシスコ デビッド・ハートマン ミン・キム、ソン・キム トム・ライダー                        | ショーン・ソング                    | 金属怪獣シルバー・ハイドラ | 2000年 1月1日 - 1月15日   |
| 24            | 21                | 偽者は、誰だ!                   | Trust No One                        | グレッグ・ピンカス                             | アーマンド・ギル グレン・ヒル ジェイ・オリヴァ ジェーン・ウー                                                             | ネイサン・チュー                    | 変身獣DNAミミック | 2000年 1月1日 - 1月15日   |
| 25            | 34                | リアルロボットvsゴジラ          | Lizard Season                       | ロバート・N・スキル                            | キム・ソンユン セバスチャン・モンテス ジェイ・オリヴァ                                                                    | アラン・コールドウェル              | リアルロボットリザード・スレイヤーズ | 2000年 1月1日 - 1月15日   |
| 26            | 39                | 謝肉祭のバラード                | The Ballad of Gens du Marais        | エンジェル・ディーン・ロペス                   | ティム・ダイヴァー サム・モンテス チャップ・ヤエフ                                                                        | サム・リュー                        | 伝説モンスタースワンプビースト | 2000年 1月1日 - 1月15日   |
| 27            | 36                | 夢の億万長者!?                  | Ring of Fire                        | ロドニー・ギニス                               | ティム・ダイヴァー ロメオ・フランシスコ ミン・キム、ソン・キム カイル・メンケ マイク・ボスバーグ                          | ショーン・ソング ブラッド・レイダー | 火炎昆獣ファイヤー・モンスター | 2000年 1月1日 - 1月15日   |
| 28            | 24                | 眠れる獅子                      | Protector                           | マーク・ホフマイヤー                           | マイケル・チャン デビッド・ハートマン トム・ライダー                                                                      | クリストファー・バークレー          | 古代神獣ノルザグ | 2000年 1月1日 - 1月15日   |
| 29            | 38                | 見えない敵を追え                | Vision                              | カール・エルスワース                           | サム・モンテス ショーン・ソング チャップ・ヤエフ                                                                          | サム・リュー                        | 怪鳥巨大ハミングバード | 2000年 1月1日 - 1月15日   |
| 30            | 25                | 怪獣サーカス                    | Freak Show                          | スティーブ・L・ヘイズ                          | リック・エストラーダ ミン・キム ジェーン・ウー                                                                            | ネイサン・チュー                    | 突然変異生物メデューサ 怪獣ヒラモンスター 怪獣スコーピオン | 2000年 1月1日 - 1月15日   |
| 31            | 29                | メタモルフォシス〜変態〜        | Metamorphosis                       | ジョージ・メルロード                           | マイケル・チャン セバスチャン・モンテス ジェイ・オリヴァ トム・ライダー                                                   | アラン・コールドウェル              | 昆虫怪獣シケーダ | 2000年 1月1日 - 1月15日   |
| 32            | 33                | 恐怖の生物兵器                  | Where Is Thy Sting?                 | ウイリアム・スタウト                           | ヴィンス・エドワーズ ラファエル・ロサド                                                                                   | フランク・スクイーラッチェ          | 生物兵器巨大サソリ | 1月16日 - 1月31日         |
| 33            | 35                | 絶体絶命                        | Underground Movement                | マーシャ・F・グリフィン                        | ティム・ダイヴァー サム・モンテス チャップ・ヤエフ                                                                        | サム・リュー                        | ミュータント・キノコ | 1月16日 - 1月31日         |
| 34            | 31                | ツイスター                      | The Twister                         | ララ・ラネルズ パティ・カー                    | デイブ・クリスティック リック・エストラーダ デクラン・モラン                                                              | アンディ・トム                      | 竜巻怪獣シュルースター | 1月16日 - 1月31日         |
| 35            | 23                | 美しきゴジラ信者                | S.C.A.L.E.                          | スコット・ロブデル                             | アレックス・サマーズ デビッド・ハートマン                                                                                 | クリストファー・バークレー          | 能力吸収怪獣 スキートラ | 1月16日 - 1月31日         |
| 36            | 25                | 未来への旅                      | Future Shock                        | トム・パグスリー グレッグ・クライン            | マイケル・チャン セバスチャン・モンテス ジェイ・オリヴァ                                                                  | アラン・コールドウェル              | 未来怪獣 ドラグマ ミュータント・クラゲ | 1月16日 - 1月31日         |
| 37            | 26                | 恋の行方                        | End of the Line                     | スティーブン・メルチング                       | ロメオ・フランシスコ トム・ライダー                                                                                       | デビッド・ハートマン                | 巨大怪獣コモディスラックス 巨大怪獣ジャイアントタートル | 1月16日 - 1月31日         |
| 38            | 30                | エリア51                        | Area 51                             | ジェフ・ウィン                                 | マイケル・チャン ロメオ・フランシスコ セバスチャン・モンテス ジェイ・オリヴァ ブランドン・ヴィエッティ                    | アラン・コールドウェル              | ジャイアントヤマアラシ ソーニイ・デビル ミュータントリザード ミュータントラット 飼育されている怪獣                                                                 | 1月16日 - 1月31日         |
| 39            | 40                | モンスター・ツアー              | Tourist Trap                        | マーティー・アイゼンバーグ                     | ティム・ダイヴァー カイル・メンケ リック・ホバーグ ジェイ・オリヴァ ジェーン・ウー                                        | ネイサン・チュー                    | 深海怪魚ディープ・ドウェラー | 1月16日 - 1月31日         |
| 40            | 37                | ゴジラを救え                    | Cash of the Titans                  | アンドリュー・ドイッチ                         | ティム・ダイヴァー ミン・キム、ソン・キム トム・ライダー                                                                  | ショーン・ソング                    | 巨大昆虫ミュータント・ワーム 巨大ウォーター・ビートル 巨大ライノセラス ミュータント・ワームの相手の怪獣                                                            | 1月16日 - 1月31日         |

## アクションフィギュア
アクションフィギュアは1999年公開の『ガメラ3 邪神覚醒』に合わせてガメラのアクションフィギュアシリーズと合わせ売りで同時販売されゴジラの怪獣たちとガメラの怪獣たちがほぼ同数でラインナップされている。ただし、ゴジラシリーズのほうは人物フィギュアや戦闘機やヘリコプターまでラインナップされるなどガメラのものよりも豪華である。また、フィギュアにはギミックが付属しており、ロボイエティは付属の毛皮を着せることでアルビノイエティにすることができるなど昭和メカゴジラのフィギュアでもなかったことを再現している。
映画版ゴジラと同パッケージの商品でラインナップはゴジラ、サイバーゴジラ、シー・レックス、アルビノイエティ、ロボイエティ、巨大キングコブラ、ケツァルコアトル、人物フィギュアはニック・タトプロス、ランディ・ヘルナンデスがラインナップ。戦闘要員であり作中で重要な役割を担うブリジット演じるモニクはフィギュア化されなかった他、バリエーションは少ない。